# Wilhelm Grimm
Wilhelm Karl Grimm (Hanau, 24 de febrer de 1786- Berlín, 16 de desembre de 1859) fou el menor dels germans Grimm, coneguts tant pels contes infantils que van recopilar com per la seva tasca com a lingüistes. Ambdós van compartir estudis i casa, fins i tot després del matrimoni de Wilhelm, que es convertí en pare de 4 fills. De salut malaltissa, es dedicà sobretot a l'estudi de la literatura medieval, font d'inspiració de les històries populars que recopilà.